# هاواي إيكي
هاواي إيكي (بالإنجليزية: Hawaiiki)‏ هاواي إيكي هو الوطن الأصلي الخرافي لكل أهل هاواي ولكل البولينيزيين. هاواي إيكي أو هافاي أو راياتي أو كاهيكي، وكثير من الأسماء الأخرى هي المكان ذاته. إنها لغة الشعب التي تغيرت، كلما انتقلت أو أقبلت مجموعة اجتماعية جديدة تنسى كيف تتحدث باللسان القديم. لا يوجد شك أن الهجرات الضخمة للثقافات المندمجة حدثت في معظمها من الغرب إلى الشرق عن طريق المحيط الهادي.

## مشكلة الأصل
المشكلة المعلقة هي بالضبط من جاء أولا ومن أين جاء؟
وقد تبقى لغزا لا يمكن حله أبدا. وبما أن البولينيزيين لا يملكون لغة مكتوبة قبل تدخل الأوروبيين، فقد كانت مثل هذه القصص عن الأصل تنتقل عن طريق الكلام الشفهي، وهكذا اجتمعت عناصر غامضة ومتناقضة، بل إن اسم البلاد الأصلية كان يختلف من فئة إلى أخرى. فلا نتخيل أن كل الأسماء تؤلف تعبيرا بسيطا مثل «البلاد القديمة» الذي استخدمه المهاجرون الأوروبيون وأشاعوه في أمريكا الشمالية.

## قصة الأصل
فيما يلي قصة مركبة من أقاصيص فولكلورية بولينيزية عن المكان - الذي منه - نحن كلنا - جئنا:
منذ زمن طويل جدا لم يكن البحر العظيم عمیقا مثل هذا العمق، وكانت الأرض في معظمها عبارة عن جزيرتين كبيرتين، مثل سلحفتين عملاقتين عائمتين على سطح الماء. إحدى هاتين الجزيرتين كانت مرتفعة عن كتفي الأرض، في المياه الملونة. لم يجرؤ أحد أن يبني منزلا على تلك الصدفة. لم يكن يعيش هناك إلا وحوش البرية وربما بعض المينيهونيين Menehune الأشرار. وكانت الجزيرة الأخرى منغمرة بنور الشمس عند زنار الأرض. وحسب طريقتهم القديمة في الحديث، سماها الناس الذين عاشوا على هذه الصدفة إينا موموماكاني أي الأرض الدسمة - التي - من - الله.
كل شيء عندهم كان طيبا، وكل امرئ كان سعيدا. لم يكونوا بحاجة ملحة للعمل، فمعظم الناس يقدمون على العمل حسب رغبتهم، دون أن يزعجهم أحد أو شيء. تغير كل شيء. يقول بعضهم إن الطرق القديمة انتهت لأن الرجل والمرأة دنسا حديقة الرب التي قدمها لهم الله، فعوقب كل واحد في أن يكون على أرض عائمة، حيث كان أجدادهم محكومين أن يستخلصوا طعام من الصخور.

### قصة أخرى
ولكن هناك قصة أخرى تخبرنا عن صباح بارد على غير العادة؛ عندما كان الندی یعم كل النباتات. فانزلقت الأرض على حشيشة الخبازی الرطبة، ووقعت على قفاها. وهنا استيقظ العملاق الأبيض الكبير الذي ينام في الظلال على قمة العالم، ووجد نفسه تحت أشعة الشمس الحارة. وحتى يختبئ رمى نفسه في الماء. لكن الآلهة الأخرى، الآلهة الحمر، أجداد ربة النار بيلي Pele، راحوا يصيحون غاضبين من هذا الإزعاج. فقد أحدث هذا شغبا كبيرا. عندما هدأ كل شيء أخيرا، وجد الناس أن قلة منهم فقط هناك، فلم يعودوا يعيشون على ظهر سلحفاة كبيرة، بل على شظايا مبعثرة من هذه الجزيرة، أي على كثير من الجزر الصغيرة المتفرقة. والنجوم التي تظهر الآن فوقهم في سماء الليل هي تلك النجوم التي كانت تظهر لهم بعيدة جدا في أقصى جنوب زنار الأرض. (صار لهذه الجزر الكثيرة الصغيرة أسماء في هذه الأيام من أمثال فيجي وتونغا وساموا وتاهيتي).
لكن البحر لم يكن ساخطا كل السخط: حتى يساعد هؤلاء الناس جعل كل شيء تحت المياه ينمو على نحو أسرع وأكبر. وحتى يجد كل واحد الآخر، ويعلم ماذا بقي من بلادهم السابقة، بني الناس قوارب الكانو من الأشجار الكبيرة فراحت القوارب تعوم في كل مكان حول الجزر في تلك الأيام. وعلى الفور وجدوا أن البحر يمنحهم واقعا آخر: آلاف الجزر الصغيرة المرجانية التي تظهر في كل مكان، مثل خيوط طويلة من اللؤلؤ، فتشكل سلسلة بين مجموعة من الجزر ومجموعة أخرى.
وقد لاحقوا هذه السلاسل المرجانية فاكتشفوا في أقصى الجنوب القطعة الكبيرة الباقية من مكانهم القديم. أطلقوا عليها كابايا ها، ولكنهم فيما بعد غيروا الاسم إلى أوتياروا أي «أرض الغيمة البيضاء الطويلة» إلى أن أطلقوا عليها أخيرا اسم نيوزيلاندا.

### البحث عن الوطن
أجيال وأجيال قاموا بهذا العمل في كل الاتجاهات، وكلها للبحث عما تبقى من وطنهم. أخيرا كثير من الجزر الصغيرة المرجانية تلاشت، ودفع البحر إلى السطح بالمزيد. إلا أن سلك اللآلئ بين مجموعة الجزر قد انتهى. وعندها لم يعد ثمة أي شخص يهتم بالعثور على قطع من أرض الأجداد، ويجد سكان الجزر صعوبة في الاحتفاظ بتماس حميمي مع الأمكنة البعيدة، بعد كل هذا التنوع العرقي الذي حصل في عائلات سكان الجزر. وهكذا انتهى كل انتقال. ولكن ليس قبل الذهاب مع خيط اللآلئ الممتد على الطريق الشمالي، فقد وجد الناس جزيرة تشبه السلحفاة الضخمة، على طريق الشمال. وهي الجزيرة التي تقول عنها القصص القديمة بأنها كانت قاحلة، لأنها وجدت في المكان الخاطئ؛ في المياه الباردة. وكانت قد اختفت يوم انزلقت الأرض، ولكن بضعة قطع منها عامت اليوم وظهرت على سطح البحر، في مكان أكثر جمالا وإمتاعا وهكذا استقر الناس فيها أيضا. ولأنها تذكرهم كثيرا بوطنهم القديم، فقد سموا هذه اللؤلؤة الأخيرة باسم هاواي.